# 横浜市の農業
横浜市の農業（よこはましののうぎょう）。本項では、横浜市における農業の歴史と現況について述べる。
一般に「ミナト・ヨコハマ」のイメージのある横浜市であるが、郊外には台地上の畑や河川に沿った水田、住宅地の合間の市民農園などがあり、野菜や果実、花卉、畜産など多彩な農業生産が行われている。横浜市内には2016年（平成28年）現在、市内18区のうち西区を除く各区に合計3,047haの農地があり、これは市域の総面積の約7%を占める。2015年（平成27年）度の農林業センサスによると、市内の農家の戸数は3451世帯（そのうち、作物の販売を行う戸数は2029世帯）、農業就業人口は4,482人である。2006年（平成18年）度の統計では、横浜市の農業産出額は約101億円である。その構成は野菜62%、果実10%、豚7%、花卉6%、イモ類・乳用牛各4%、その他7%で、野菜類の生産が大きな比重を占めている。

## 歴史
農耕文化が横浜市域に根付いたのは弥生時代中期で、鶴見川流域に大規模な集落が形成されたと考えられている。河川沿いは水害、谷あいの田は旱魃の影響を受けやすく、農業生産性は高くなかった。江戸時代初期には吉田新田をはじめ大規模な新田開発が行われた。1859年に横浜港が開港し、外国人が居住を始めると自給自足的に西洋野菜の栽培を始めた。1862年（文久2年）にラザフォード・オールコックが著した『大君の都』によると、エドワード・ローレイロがレタスや芽キャベツ、パセリなどの菜園を起こしたとある。1860年（万延元年）に神奈川奉行所はアメリカ麦を試作。1863年（文久3年）には末吉町（現在の中区）でキャベツやセロリ、ニンジン、ラディッシュ、トマト、サヤエンドウ、イチゴの生産を始める。同じ年には、現在の中区山下町で、千葉県出身の前田留吉により日本初の牛乳の生産販売が始まった。この頃より根岸村（現在の中区と磯子区にまたがる一帯）でセロリやキャベツ、1866年（慶応2年）頃より子安（現在の神奈川区）周辺でセロリの栽培が始まった。明治に入ると鶴見川・境川・帷子川流域を中心に養蚕業が発展した。明治末から大正にかけては、交通の発達により鶴見区や神奈川区で農地の宅地への転用が見られた。昭和10年代には磯子区栗木でカーネーションやスイートピーなど花卉の温室栽培が行われていたが、横浜大空襲で焼失した。笹下釜利谷道路の「温室前」のバス停留所名（江ノ電バス、京浜急行バス）がその名残である。第二次世界大戦後は農地から住宅地や工業用地への転用が急速に進み、1950年には8665戸あった専業農家は、1960年には4436戸に半減した。市では農地保全のため山内（酪農）、菅田（植木）、新羽町（園芸）、瀬谷町（水田）、中和田（養豚）を農業モデル地区に指定。翌年には寺家・野庭町（園芸）、都田町（養豚）、原宿（植木）、汲沢（酪農）を追加指定した。

## 横浜野菜・果実
横浜市の農業生産の主力は野菜類で、作付け面積は農地面積の約7割、産出額ベースで62%を占める。2006年（平成18年）度の野菜の生産量は59,658トンで、収穫量の多い品目にはキャベツ12,900トン、ダイコン6,590トン、ホウレンソウ4,200トン、トマト4,040トン、コマツナ3,700トン、ジャガイモ2,130トン、ナス1,110トン、ニンジン991トン、枝豆766トン、カリフラワー504トンなどがある。このうちホウレンソウ、コマツナ、枝豆、カリフラワーは神奈川県内の市町村ごとの収穫量では1位。コマツナは日本全国の市町村ごとの生産量で1位となっている。キャベツは神奈川区、キュウリは戸塚区・泉区・都筑区、コマツナは都筑区・港北区・戸塚区、ホウレンソウは都筑区、ニンジンは瀬谷区での栽培が盛んである。
果実生産量は1,997トンで、日本梨1,440トン、柿230トン、梅110トン、栗90トン、ブドウ64トンなどとなっている。このうち、日本梨と栗は、県内の市町村ごとの収穫量では1位である。市内の認定農家が生産した梨は「浜なし」の地域ブランドで販売される。品種は豊水、幸水、新水が主である。主な産地は緑区、青葉区、都筑区、港北区、泉区、戸塚区で、栽培面積は70ha。市場に出回ることはまれで、多くが直売や宅配で販売される。ブドウの品種は藤稔、ピオーネ、竜宝、紅伊豆が主で、主な産地は港北区、都筑区、緑区、戸塚区、泉区、港南区。栽培面積は12haである。ブルーベリーやミカン、イチジクの収穫体験ができる農園もある。
横浜野菜の流通において、直売の比率が比較的高いことが特徴の一つである。市内で生産される野菜のうち農産物直売所で販売されるものが約4割、市場を通すものが約5割である。横浜市環境創造局農業振興課の調査によると、横浜市内に有人の直売所が約900軒、無人直売所やJAの協同直売所を含めると1000ヶ所を越える直売所がある。これには、農業人口が高齢化し、市場まで運ぶことが困難であること、生産者が自由に価格を決定できること、都市農業であり生産地と消費地が近接していることが理由として挙げられる。

## 米穀
横浜市内でのコメや小麦の生産は、野菜に比較すると盛んではない。市北部の鶴見川・恩田川、南部の境川・柏尾川の流域が主なコメの産地で、作付け面積は約166ha。これは、市内の農地面積の約6%ほどである。品種はキヌヒカリ、さとじまん、コシヒカリが主で、生産量は756トン。多くが自家消費されるが、一部は直売所で販売される。小麦は青葉区や保土ケ谷区、旭区、戸塚区で生産され、多くは自家消費されるが青葉区と保土ケ谷区で生産されるうち一部は「田奈うどん」「ハマっ子うどん」に加工され、JAより販売されている。

## 酪農・畜産
2010年（平成22年）度の調査では、市内で乳牛・肉牛を飼育している農家24戸、養豚農家12戸、養鶏農家は10戸ある。横浜産の豚肉は学校給食で使い残した食材を飼料に使用しているのが特徴で、「はまぽーく」のブランドで販売されている。神奈川県産の、肉質等級A5・A4・B5・B4以上の牛肉は「横濱ビーフ」のブランドで販売されている。横浜市内の横濱ビーフ生産農家は5戸ある。横浜は日本の牛乳発祥の地であり、昭和40年代には酪農家戸数504戸、飼養頭数5100頭に登ったが、2015年度末には14農場で、約300頭が飼育されている。戸塚区や瀬谷区にはアイスクリーム工房やカフェが併設されている牧場がある。

## 花卉・植木
横浜では開港以来、花卉園芸や植木の生産も盛んである。パンジー、ニチニチソウは栽培農家数・栽培面積とも全国1位、シクラメンとペチュニアは栽培農家数で全国1位であった。神奈川区と金沢区（横浜南部市場）には生花の卸売市場が開設されている。

## 農業協同組合
市内には2000年代初頭までは横浜北・横浜南・横浜中央・保土ケ谷・鶴見・田奈の6つの農業協同組合があった。このうち田奈を除く5つの組合は2003年に合併し、横浜農業協同組合（JA横浜）となる。2015年にはJA横浜と田奈農業協同組合が合併した。JA横浜では、管内で収穫された野菜等を「ハマっ子」のブランドで販売している。

## 農体験

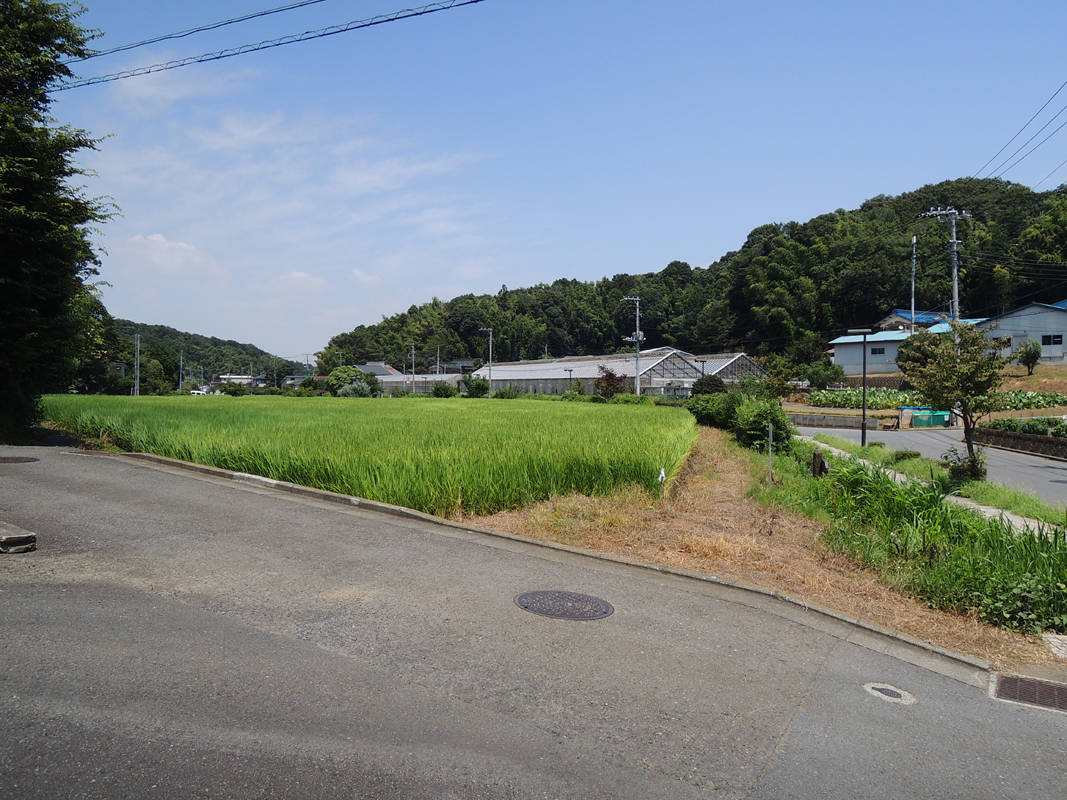
舞岡ふるさと村

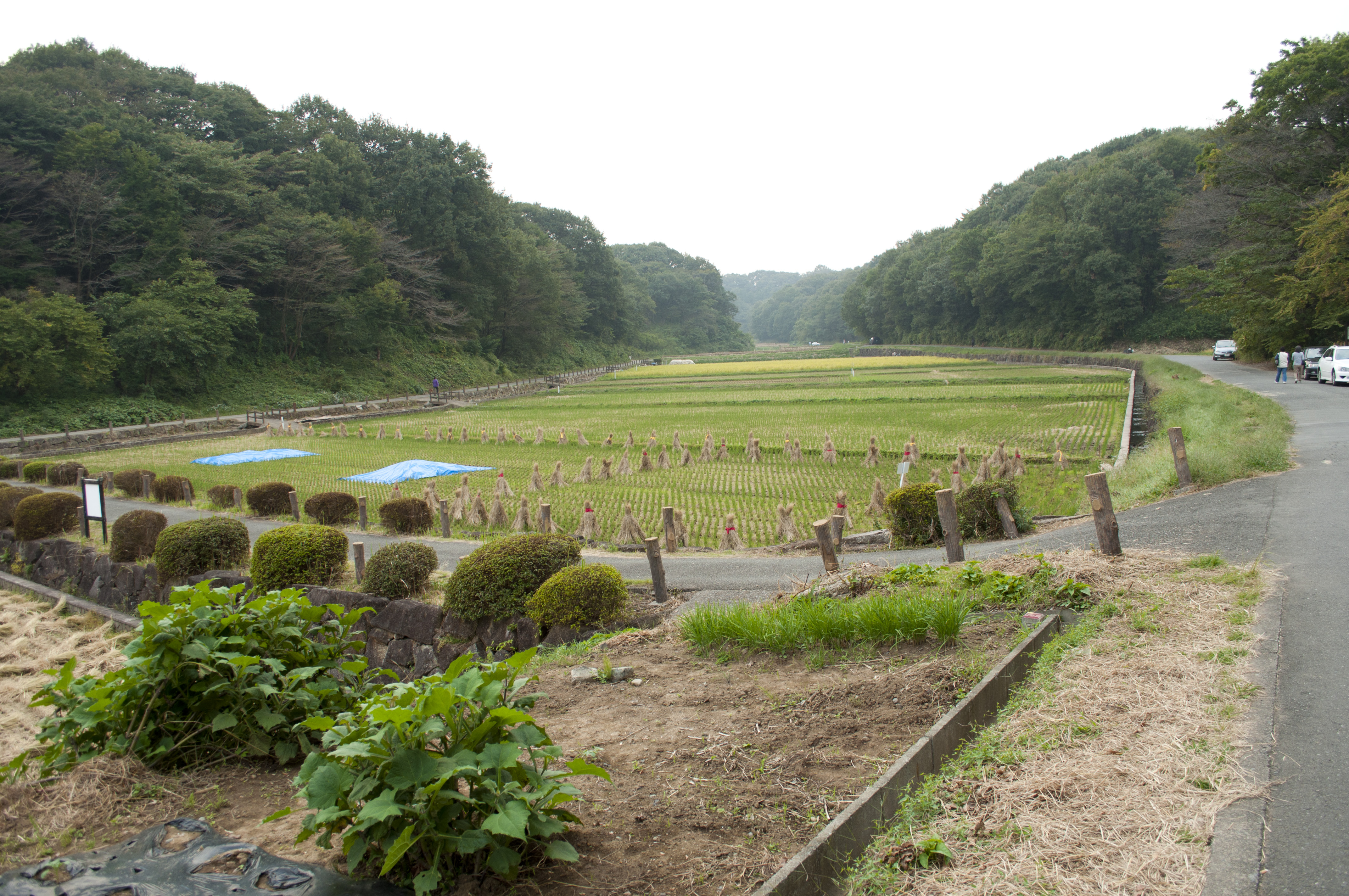
寺家ふるさと村

戸塚区の舞岡ふるさと村ではタケノコやサツマイモの収穫体験や干し柿つくりができ、併設の直売所では野菜や漬物、地元産の豚肉を使ったハム・ソーセージや精肉の販売を行う。青葉区の寺家ふるさと村では味噌づくりやそば打ちの講習会を開催している。田奈・新治・都岡の「恵みの里」でも米作り体験などのイベントを開催している。
特定農地貸付法に基づいた区画貸しの市民農園（特区農園）は2016年（平成28年）3月末現在215農園27.6haが開設されている。このほか、農家の栽培指導のもと農作業体験ができる栽培収穫体験ファーム（62農園　9.0ha）、市民農園整備促進法に基づきJA横浜が500区画運営する「柴シーサイドファーム」などがある。

## 農業専用地区制度

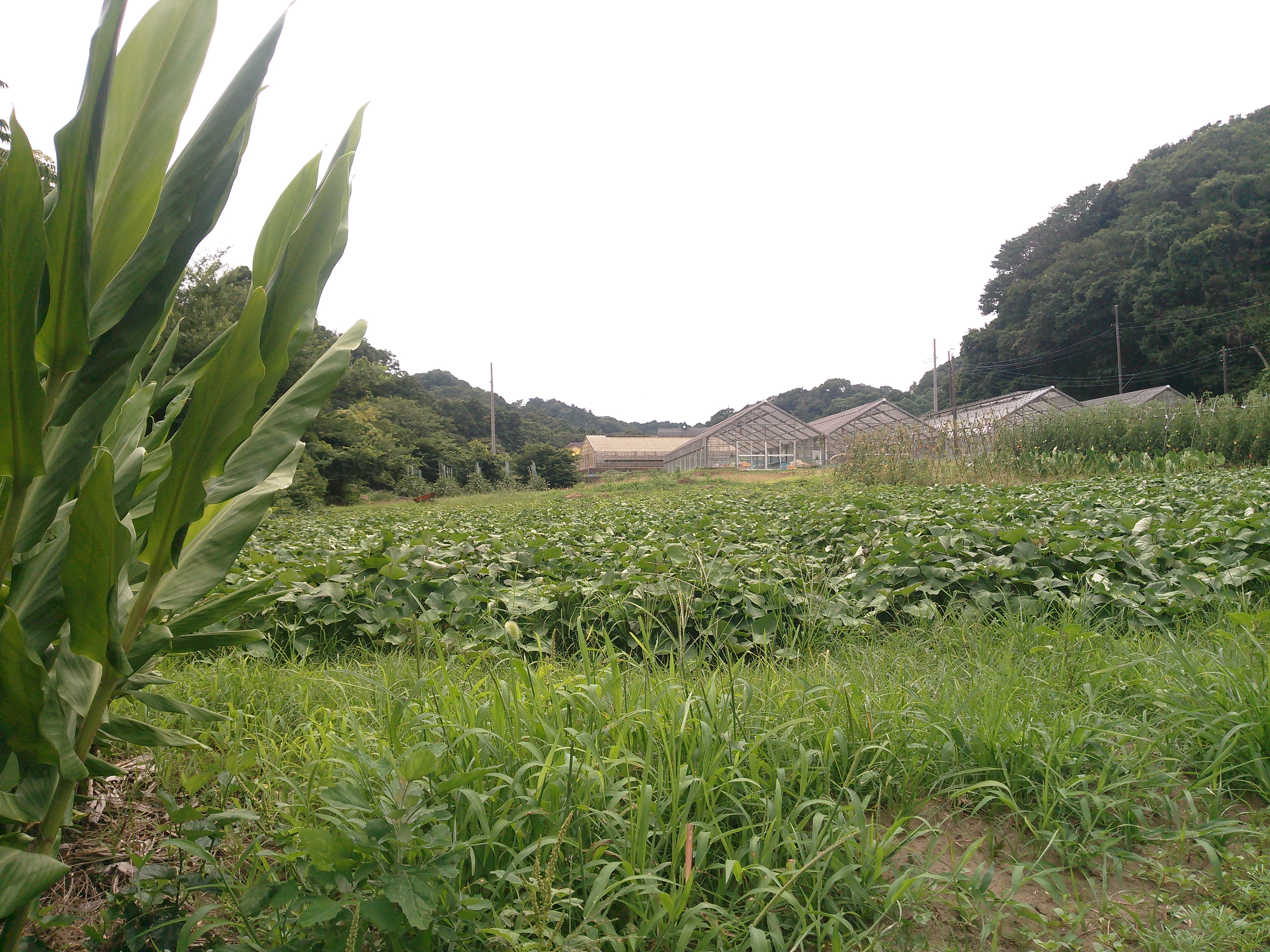
氷取沢農業専用地区

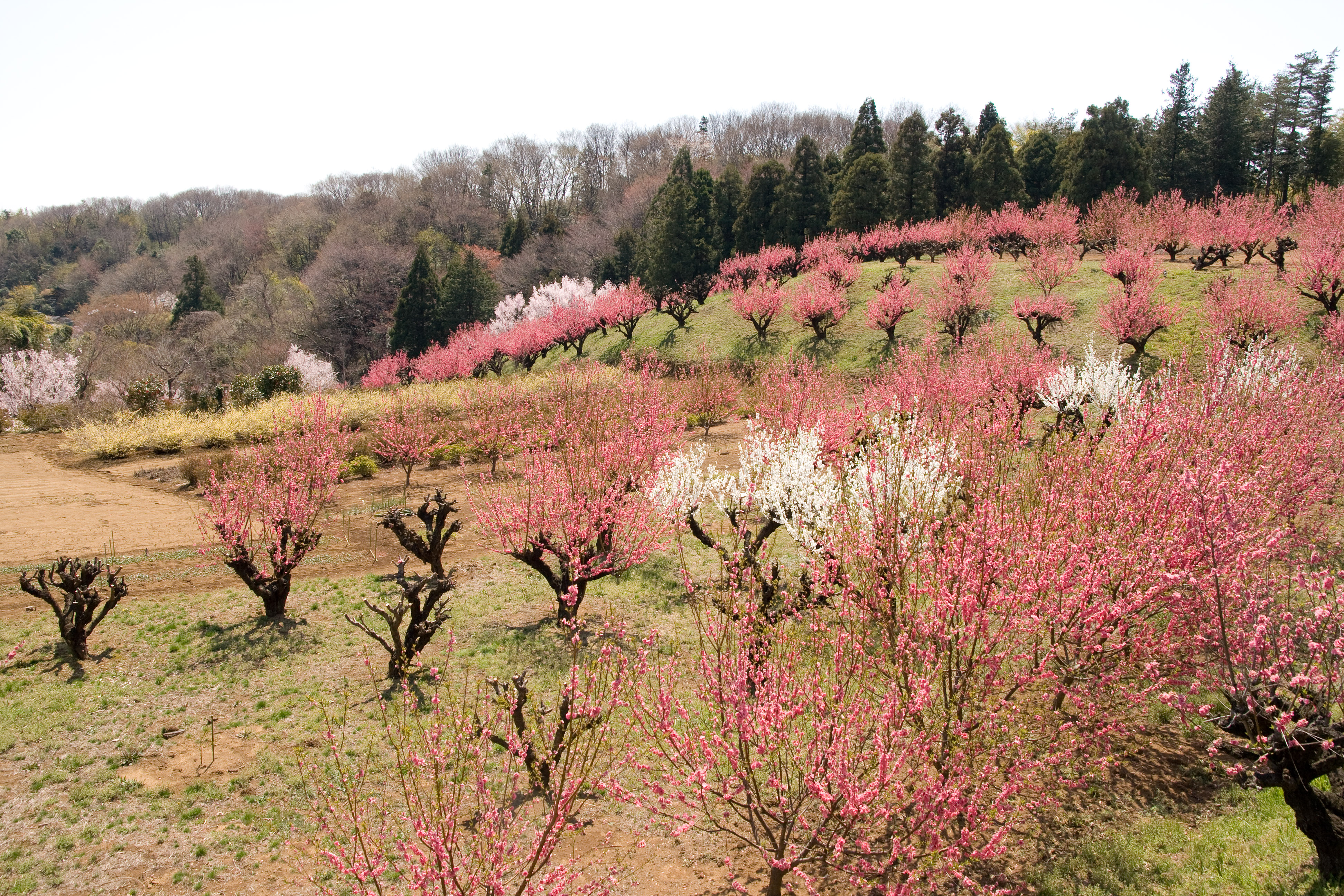
元石川町（保木農業専用地区）のモモ畑

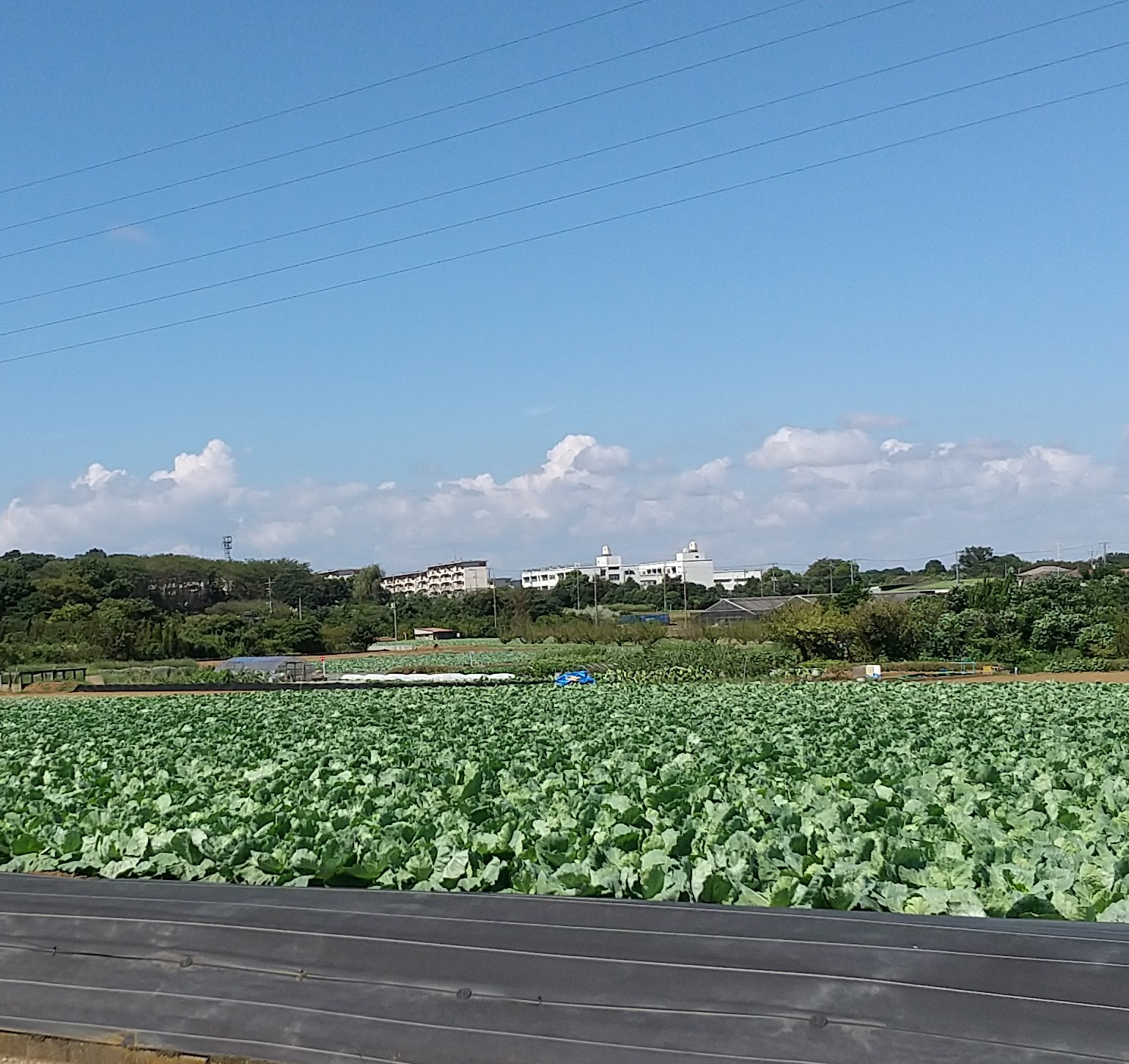
菅田のキャベツ畑と団地

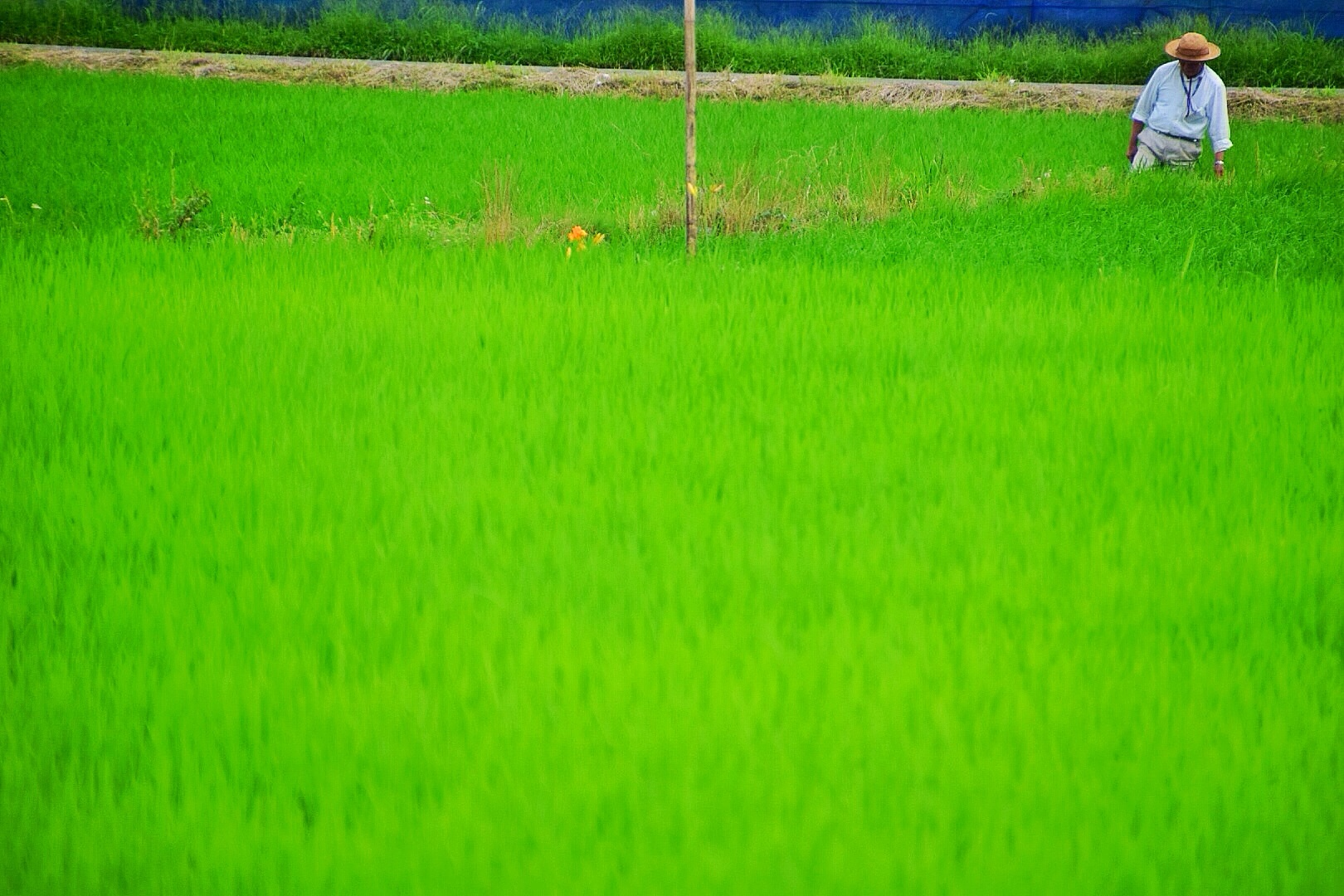
北八朔町の水田

港北ニュータウン開発に伴う宅地と農地のゾーニング策として、1969年に導入された横浜市独自の制度である。いずれも市街化調整区域内にあり、2015年までに28地区、1,071.0haが指定されている。農業専用地区に指定されることにより、圃場整備や灌漑施設整備等の農業振興策を受けることができる。生産緑地法に基づき市内で295.4ha、1,686個所（2016年（平成28年）12月5日現在）指定されている生産緑地地区は、これとは別の制度である。
- 菅田・羽沢（神奈川区。1972年3月31日指定、60.2ha）

横浜駅から北西4キロほどに位置する。野菜や植木の生産が行われ、特にキャベツは市内で有数の産地である。
- 西谷（保土ケ谷区。1972年11月25日指定、25.2ha）

相鉄本線西谷駅近くの丘陵地帯にあり、キャベツやダイコン、ジャガイモ、ネギなどが生産されている。
- 上川井（旭区。1977年7月7日指定、35.3ha）

上瀬谷通信施設内にあり、イモ類、根菜類、植木などを生産している。
- 鴨居・東本郷（緑区。1982年1月13日指定、19.1ha）

1976年より畑の造成が行われた地区で、野菜や植木の生産を行う。
- 寺家（青葉区。1986年3月24日指定、86.1ha）

新農業構造改善事業に基づく、横浜市の「ふるさと村」事業の一環として整備された。
- 鴨居原（緑区。1986年9月1日指定、17.1ha）

以前は山林が中心で、起伏が大きい土地であったが1991年より土地改良総合整備事業が行われた。周辺には竹山団地など大消費地がある。
- 保木（青葉区。1992年3月3日指定、14.7ha）

横浜市の北端に位置し、露地野菜や植木などを中心に作付けしている。
- 佐江戸宮原（都筑区。1993年3月15日指定、8.6ha）

谷本川と恩田川の合流部東側の台地に位置し、露地野菜や植木、果樹を中心に生産している。
- 新羽・大熊（1969年9月24日指定、23.0ha）

新羽・大熊、池辺、折本、東方、大熊、牛久保の各農業専用地区は港北ニュータウン内にあり、開発地域の約10%を占める。本地区は東側に第三京浜道路が接し、谷戸が入り組んだ丘陵地帯であったが、1970年より土地改良区が設立され整備が行われた。主にホウレンソウや、温室で水気耕栽培したトマトなどを生産する。
- 池辺（1969年9月24日指定、60.0ha）

新羽・大熊地区と同様、丘陵地帯を1973年から農地整備された。葉物野菜や水気耕トマトの生産が主である。
- 折本（1969年9月24日指定、43.0ha）

1980年に、地区の西部で土地改良区による農地整備が行われた。1987年には折本地区有機肥料生産利用組合が設立され、周辺の畜産農家から出る家畜糞や古畳の藁を混合した堆肥が使用されている。
- 東方（1969年9月24日指定、60.0ha）

鶴見川支流の大熊川上流に位置し、折本と池辺の農業専用地区に接する。神奈川県道45号丸子中山茅ヶ崎線で東西に二分され、東側はさらに大熊川で南北に分かれる。露地の葉物野菜が主である。
- 大熊（1969年9月24日指定、20.0ha）

大熊川右岸に位置し、丘陵上の畑での露地野菜や花の栽培が主である。
- 牛久保（1969年9月24日指定、24.0ha）

多摩丘陵の南端に位置し、起伏が激しく山林が多い土地である。植木の生産が盛んで、露地野菜の栽培もおこなっている。
- 東俣野（戸塚区。1972年3月31日指定、65.4ha）

境川を挟んで藤沢市に接する緩傾斜地に位置し、ホウレンソウやコマツナなどの葉物野菜、トマト、キュウリ、花卉などを生産する。
- 氷取沢（磯子区。1973年3月22日指定、20.9ha）

円海山をはじめとする横浜市南部の保全緑地の一角に位置し、野菜類を中心に生産している。
- 田谷・長尾台（栄区。1973年10月30日指定、35.1ha）

柏尾川右岸の水田と、トマトやナスを栽培する台地上の畑からなる。隣接する小雀や、鎌倉市関谷からの入作が多いのも特徴である。
- 野庭（港南区。1975年12月27日指定、43.4ha）

大規模住宅団地に囲まれた立地で、野菜類の他品種栽培・直売を行う。1979年から1981年にかけて協同育苗温室や農産物直売所が整備された。
- 中田（泉区。1976年5月13日指定、40.0ha）

泉区の中央部に位置する。畑作のほか、横浜市から委託を受け、都市緑化用の樹木の苗木の増殖も実施している。
- 並木谷（泉区。1976年5月13日指定、35.0ha）

相鉄いずみ野線いずみ野駅南側の畑作地帯である。
- 上瀬谷（瀬谷区。1977年7月7日指定、92.0ha）

東側の上川井農業専用地区同様上瀬谷通信施設内に位置し、ウドやトウモロコシ、サツマイモを中心に栽培している。
- 舞岡（戸塚区。1979年9月17日指定、90.9ha）

地下鉄舞岡駅を中心とした一帯で、丘陵の畑と谷戸の田、山林などからなる。多種の露地野菜のほか、稲作と畜産の複合経営も見られる。舞岡ふるさと村では農産物の直売や、収穫体験などができる。
- 小雀（戸塚区。1980年4月25日指定、25.7ha）

植木を主体とした旧的場土地改良区と、野菜類を主体とした旧堤ヶ谷土地改良区を合わせた地区である。
- 平戸（戸塚区。1986年3月24日指定、8.8ha）

東戸塚駅東側500mほどの旧東海道沿いの丘陵地帯に位置する。ナシ、ブドウ、柿、ウメ、クリなど果樹が主体で、「平戸果樹の里」として観光農業が行われている。農業専用地区の指定に際し、地元農家の要望により、市街化区域から市街化調整区域への「逆線引き」が行われた。
- 柴（金沢区。1991年3月30日指定、17.4ha）

八景島や柴漁港を見下ろす丘陵地帯にあり、JA横浜が運営する約500区画の市民農園「柴シーサイドファーム」が主である。
- 北八朔（1997年指定、39.8ha）

水田の多い地区である
- 長津田台（緑区。2006年8月指定、25.7ha）

町田市との境の近くに位置する「原」「草木」と呼ばれていた二つの農地を合わせて2006年（平成18年）に指定された。イモ類や根菜類の栽培が主であったが、生活協同組合の契約栽培を契機にトマトやホウレンソウなどの多品目生産に移っていった。農業専用地区の指定により、老朽化した灌漑設備の更新を行う。
- 十日市場（緑区。2015年1月9日指定、21.6ha）

2015年（平成27年）に指定された、最も新しい農業専用地区である。

## 各区の農家数・耕地面積
|                  | 総農家数 | 販売農家数 | 自給的農家数 | 経営耕地面積 | 販売農家面積 | 自給的農家面積 |
| ---------------- | -------- | ---------- | ------------ | ------------ | ------------ | -------------- |
| 鶴見区（北）     | 44       | 19         | 25           | 13           | 9            | 4              |
| 神奈川区（北）   | 159      | 128        | 31           | 131          | 126          | 5              |
| 西区（南）       | 0        | 0          | 0            | 0            | 0            | 0              |
| 中区（南）       | 1        | 0          | 1            | x            | x            | x              |
| 南区（南）       | 5        | 4          | 1            | x            | x            | x              |
| 港南区（南）     | 77       | 40         | 37           | 28           | 23           | 5              |
| 保土ヶ谷区（北） | 118      | 84         | 34           | 72           | 66           | 6              |
| 旭区（北）       | 312      | 146        | 166          | 140          | 112          | 28             |
| 磯子区（南）     | 25       | 14         | 11           | 6            | 5            | 1              |
| 金沢区（南）     | 65       | 21         | 44           | 14           | 9            | 5              |
| 港北区（北）     | 360      | 216        | 144          | 169          | 144          | 25             |
| 緑区（北）       | 365      | 229        | 136          | 212          | 188          | 24             |
| 青葉区（北）     | 431      | 196        | 235          | 184          | 144          | 40             |
| 都筑区（北）     | 479      | 275        | 204          | 222          | 187          | 35             |
| 戸塚区（南）     | 314      | 188        | 126          | 189          | 168          | 21             |
| 栄区（南）       | 119      | 51         | 68           | 43           | 31           | 11             |
| 泉区（南）       | 375      | 263        | 112          | 284          | 263          | 20             |
| 瀬谷区（南）     | 202      | 155        | 47           | 170          | 162          | 8              |
| 合計             | 3451     | 2029       | 1422         | 1878         | 1639         | 238            |

市の農政に関する部署には、横浜市環境創造局みどりアップ推進部内に農政推進課、農業振興課、北部農政事務所（所在地は都筑区総合庁舎内）、南部農政事務所（所在地は戸塚区総合庁舎内）がある。上記の表の（北）印は北部農政事務所、（南）印は南部農政事務所の担当区域である。